# Agnoderus gnomoides
Agnoderus gnomoides là một loài bọ cánh cứng trong họ Cerambycidae.